# Osztrák Külföldi Szolgálat
Az Osztrák Szövetségi Minisztérium a Belföldért (BMI) által elismert Osztrák Külföldi Szolgálat egyesülete egy nonprofit szervezet, ami a polgári szolgálatköteles osztrákoknak egy 12 hónapos alternatívát nyújt a szabályos polgári szolgálat elvégzésére. Ezt lehet emlék-, szociális- vagy békeszolgálatként teljesíteni.
A „külföldi polgári szolgálat” vagy a „külföldi szolgálat” fogalmak ismeretlenek az osztrák jogrendben. Mivel a polgári szolgálatot fennhatósági, állami szolgáltként csak az Osztrák Köztársaság területén belül lehet elvégezni, jogi szempontból a külföldi szolgálat nem szabályos módja a polgári szolgálatnak. A külföldi szolgálatot elvégzőt csak a szolgálat teljesítése után szabadítják fel a szolgálat alól.
Az innsbrucki politikatudós, Andreas Maislinger a németektől vette át a külföldi szolgálat ötletét. 1992. szeptember elsején tudta az első osztrák polgári szolgálatköteles az Auschwitz-Birkenau Múzeumban emlekszolgálatát megkezdeni. 
Az Egyesület a Külföldi Szolgálatért 1998-ban lett alapítva, amit 2006-ban Osztrák Külföldi Szolgálatra neveztek át. 
Az egyesület székhelye a Jakob Hutter után elnevezett Hutterweg-en, Innsbruckban található. Minden tartományban havonta egyszer egy találkozóra kerül sor.

## Osztrák Emlékszolgálat
Az osztrák emlékszolgálat programja a nemzetiszocializmus áldozataival foglalkozik. Az emlékszolgálók holokauszt emlékhelyeken dolgoznak, múzeumokban vagy kutatási intézményekben, ilyen például a Simon Wiesenthal Center Los Angelesben vagy a Jad Vasem Jeruzsálemben.

## Osztrák Szociális Szolgálat
Ezzel a szolgálattal az érintett ország gazdasági és szociális fejlődését támogatják. A szociális szolgálatot végzők utcagyerekekkel dolgoznak együtt, vagy olyan projekteken munkálkodnak, mint például az ivóvízellátás gazdaságilag elmaradott országokban.

## Osztrák Békeszolgálat
A béke szolgálók a béke elérésével és biztosításával foglalkoznak. Például izraeli nem állami szerveződésekben dolgoznak, ahol workshopokat szerveznek, valamint az egymással szemben álló pártok kommunikációját segítik.

## Osztrák Holokauszt díj
Az osztrák emlékszolgálat 2006 óta évente adja át az Osztrák Holokauszt díjat (Austrian Holocaust Memorial Award) olyan személyeknek, akik kiemelkedően sokat tettek a Soá és a nemzetiszocializmus más bűnei ellen.

## Weblinkek
- Bundesministerium für Inneres
- Österreichischer Auslandsdienst
- Gedenkdienst.org
- Sozialdienst.at
- Friedensdienst.at Archiválva 2012. február 4-i dátummal a Wayback Machine-ben